# Luciano Caglioti
Luciano Caglioti (Roma, 13 novembre 1933 – 2 dicembre 2021) è stato un chimico italiano.

## Biografia
Figlio dell'ex presidente del CNR e professore di chimica Vincenzo Caglioti, fu professore ordinario di Chimica organica dal 1971 presso l'Università degli Studi di Roma "La Sapienza", suo ateneo di formazione. Lavorò al Politecnico federale di Zurigo, al Politecnico di Milano ed all'Università di Bologna, prima di tornare a Roma.
Dal 1980 al 1990 fu Direttore del Progetto CNR "Chimica fine e secondaria".
Fu membro della New York Academy of Sciences, dell'Accademia ungherese delle scienze e dell'Accademia di Modena e coordinatore del Progetto Strategico del CNR per l'impiego dei risultati della ricerca pubblica in ambiti industriali. Fu anche il delegato presso la commissione CEE per la ricerca italiana.
Scrisse tre libri di testo: due di chimica organica e uno di chimica delle sostanze naturali. Fu anche autore di alcuni libri di scienza popolare.

## Opere
- Organometallic chirality, 2008, Mucchi Editore
- La scienza tradita. Le vicissitudini della ricerca scientifica in Italia, 2006, Di Renzo Editore
- I tre volti della tecnologia, 2005, Rubbettino
- Progress in Biological Chirality, 2004, Elsevier (ISBN 0-08-044396-6)
- Il fenomeno Italia. L'autolesionismo come missione, 2003, Cangemi
- Dalla Calabria a Via Panisperna, 1999, Cangemi
- I giovani nella società che cambia, 1998, Franco Angeli
- Pigri profeti & santoni. Saggio semiserio sui luoghi comuni, 1997, Gangemi
- Il camminante, 1997, Gangemi
- Scienza della vita. Per le Scuole superiori, 1996, Le Monnier
- Madre natura anzi matrigna, 1993, Sperling & Kupfer
- I due volti della chimica, 1979, EST Arnoldo Mondadori Editore (con prefazione di Primo Levi)

| Controllo di autorità | VIAF (EN) 64176942 · ISNI (EN) 0000 0000 2352 5062 · SBN RAVV024661 · LCCN (EN) n82103071 · BNF (FR) cb13597802w (data) · J9U (EN, HE) 987007280775005171 |